# Милош Голубовић
Милош Голубовић (Крагујевац, 31. март 1888 — Београд, 21. мај 1961) је био српски сликар.

## Биографија
Основну и Грађанску школу завршио је у Београду. Радио као шегрт код сликара Николе Милојевића. Године 1903. уписује Уметничку школу у Београду у којој учи сликарство код Риста Вукановића и Марка Мурата, а накнадно, тек 1908. иако је био међу најталентованијим ученицима, завршава Уметничко-занатску школу. У међувремену путује прво 1904. године у Беч, потом у Будимпешту а од 1905. до 1907. године борави у Минхену, а затим у Лозани. У школи „Строганов“ у Москви борави 1909. године. Уметничко школовање наставио је 1910. и 1911. године у Прагу. Тада се изненада враћа у Београд где 1912. године отвара прву самосталну изложбу у Грађанској касини. После кратког војевања у Другом балканском рату, поново одлази у Лозану 1913. године где се издржава сликањем портрета и кувањем. Први светски рат проводи прво на фронту, а затим као ратни сликар при Врховној команди. Учествује са Костом Миличевићем, Живорадом Настасијевићем и Стеваном Милосављевићем на „Изложби ратних сликара Врховне команде“ која је са великим успехом одржана у школи код Саборне цркве у Београду (дана основна школа „Краљ Петар I“) 1919. године. Потом боравио у Паризу 1919 — 1920. Од 1920. године запошљава се у Вечерњој занатској школи у Београду, затим као професор цртања на Трговачкој академији, Средњо-техничкој школи и у Уметничкој школи. Од 1945. до пензионисања 1955. године био је професор XIV мушке гимназије у Београду.
Био је члан друштва „Медулић“, један је од оснивача „Удружења ликовних уметника“ (УЛУС) 1919, Друштва српско-хрватских уметника „Лада“ (1920 — 1922. и од 1927), 1922. постаје члан Главног одбора Удружења југословенских умјетника у Загребу. Године 1939. један је од оснивача Удружења ратних сликара и вајара 1912-1918. у Београду.
Од 1912. године излагао је на бројним изложбама у земљи и иностранству.

## Уметност
Милош Голубовић је као веома млад сликар пронашао стилска полазишта у модификованом импресионизму и симболизму које је могао да види на својим многобројним путовањима. Међутим, као ратни сликар знатно се приближио реализму, али ни тада није био припадник академизованог реализма већ специфичној естетичкој мешавини ранијих и нових сликарских приступа који су јасно откривали његов ликовни сензибилитет склон слободнијем изразу. Између два светска рата најпре се потпуно препустио симболистичкој поетици а нешто касније и маниризму, посебно у портретским и алегоријским темама. Веома су значајне и његове теме маниристичких актова у којима је достигао неке од зенитних тачака српског сликарства тог периода. Истовремено је у парадним портретима значајних личности прибегавао понешто романтизованом академском реализму веома наглашавајући властиту персонализовану ликовност у карактеризацији приказаних ликова.

## Самосталне изложбе
- 1912 Грађанска касина, Београд
- 1926 Дворана Мушке гимназије, Нови Сад
- 1927 Београд
- 1930 Уметнички павиљон, Београд
- 1939 Уметнички павиљон Цвијета Зузорић, Београд
- 1962 Уметнички павиљон на Малом Калемегдану, Београд
- 1964 Галерија Културног центра, Београд
- 2004 Музеј савремене уметности, ретроспективна изложба, Београд